# Sobór Narodzenia Pańskiego w Kiszyniowie

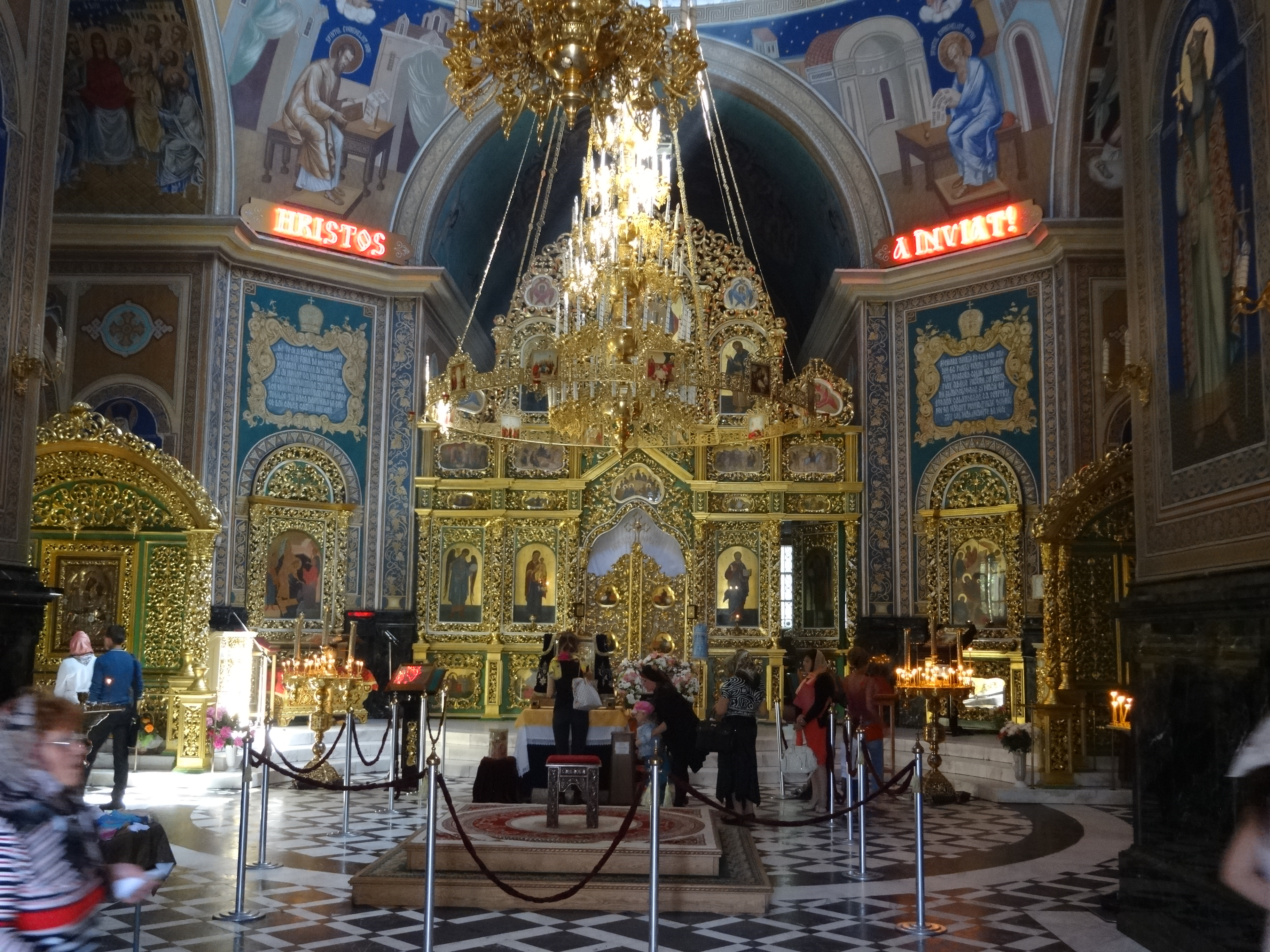
Ikonostas

Sobór Narodzenia Pańskiego (rum. Catedrala Nașterea Domnului) – katedra Mołdawskiego Kościoła Prawosławnego, autonomicznej części Rosyjskiej Cerkwi Prawosławnej. Znajduje się w ścisłym centrum Kiszyniowa, w parku naprzeciw Placu Wielkiego Zgromadzenia Narodowego. Obiekt wpisany do rejestru zabytków historii i kultury Mołdawii.

## Historia
Sobór został wzniesiony z inicjatywy metropolity kiszyniowskiego Gabriela jako nowa katedra erygowanej pięć lat wcześniej eparchii kiszyniowskiej. Zastąpił starszy i mniej okazały sobór Świętych Archaniołów Gabriela i Michała. Wzniesienie soboru zostało uwzględnione w planach rozbudowy miasta z 1817 r., jednak budowę rozpoczęto dopiero w 1830 r., już po śmierci inicjatora, gdy biskupem kiszyniowskim był Dymitr (Sulima). Na jego prośbę namiestnik Kraju Noworosyjskiego i Besarabii Michaił Woroncow uzyskał zgodę cara Aleksandra I na budowę obszernej świątyni z trzema ołtarzami. Sobór został oddany do użytku liturgicznego w 1836 r. Budynek został zbudowany według projektu Awraama Mielnikowa, zaproszonego do wykonania planu przez Woroncowa, w stylu empire.
Jako że oszacowany koszt budowy soboru wyniósł 194 tys. rubli asygnatami, przewyższał możliwości finansowe eparchii kiszyniowskiej. Na polecenie Woroncowa fundusze wydzielono z budżetu Besarabii. Podobnie z państwowych środków sfinansowano wykonanie przez malarza Kowszarowa ikonostasu i fresków we wnętrzu soboru.

## Architektura
Sobór został wzniesiony na planie krzyża greckiego.
Budowla sakralna posiada trzy ołtarze: główny Narodzenia Pańskiego oraz boczne św. Mikołaja i św. Aleksandra Newskiego. Pierwotnie arcybiskup Dymitr chciał uczynić patronami świętych męczenników Nikitę i Jana Nowego.
Sobór stanowił pierwotnie harmonijną całość z zespołem budynków Metropolii (rezydencja biskupia, szkoła duchowna i inne obiekty), położonym na jego osi po drugiej stronie centralnego miejskiego prospektu. Zostały one zniszczone podczas II wojny światowej. Na miejscu rozebranych ruin wzniesiono budynek administracyjny zajmowany obecnie przez rząd Mołdawii. 